# Cam Countryman
Cameron Countryman (...) è un ex giocatore di football americano statunitense che ha giocato come wide receiver.